# Christensenia lobbiana
Christensenia lobbiana är en kärlväxtart som först beskrevs av De Vriese, och fick sitt nu gällande namn av Rolleri. Christensenia lobbiana ingår i släktet Christensenia och familjen Marattiaceae. Inga underarter finns listade i Catalogue of Life.